# Reading, Ohio
Reading är en stad (city) i Hamilton County i Ohio strax norr om Cincinnati. Vid 2010 års folkräkning hade Reading 10 385 invånare.

## Kända personer från Reading
- John Boehner, politiker